# Carl Wilhelm Scheele
Carl Wilhelm Scheele, född 9 december (enl g.s.; 19 december enl. n.s.) 1742 i Stralsund i Svenska Pommern, död 21 maj 1786 i Köping, var en svensk apotekare och en av det europeiska 1700-talets mest framstående kemister. 
Han föddes som svensk undersåte och som den sjunde i ordningen av elva syskon. Föräldrarna var köpmannen i Stralsund Joachim Christian Scheele, av gammal ansedd tysk släkt, och Margareta Eleonora Warnecross. Scheele är framför allt känd för sina många upptäckter av individuella substanser. Bland dem finns åtskilliga ämnen som efter hans död identifierats som grundämnen, till exempel syre och klor. Det man främst minns honom för idag är hans experiment med det man då kallade deflogisticerad luft, d.v.s. syre. Denna upptäckt var dock bara en i en lång rad av upptäckter av både organiska och oorganiska kemiska substanser. Upptäckten gjordes sannolikt några år före Joseph Priestleys upptäckt av samma ämne. Priestley publicerade dock upptäckten före Scheele. Bådas arbeten föregick Antoine Lavoisiers, i äldre litteratur nämnd som en av syrets upptäckare.

## Uppväxt och utbildning
Carl Wilhelm Scheele härstammade från en gammal tysk släkt. Som barn var han tyst och sluten och hade ingen lust att leka med andra. Hans största glädje var i stället att syssla med att snickra och sätta ihop småsaker. Snart fick han en brinnande lust för kemin, och för att få syssla med detta beslutade han sig för att bli apotekare, vilket på den tiden var nästan enda möjligheten att få tillträde till ett kemiskt laboratorium.
Han skickades redan 1757 vid 14 års ålder till Göteborg för att bli lärling hos apotekaren M. A. Bauch på apoteket Enhörningen, hos vilken hans några år tidigare avlidne äldste bror redan tjänstgjort. Det var där han tillägnade sig de kunskaper i kemisk analys som senare skulle göra honom till en av Europas mest framstående kemister. Apotekaren berömde honom mycket men var rädd för att ynglingen skulle överanstränga sig. Scheele stannade i Göteborg ytterligare två år efter att ha avslutat sin sexåriga lärotid där. 
Därefter flyttade han 1765 till Malmö, där han blev gesäll hos apotekaren P.M. Kjellström på apoteket Fläkta Örn, en i sitt fack framstående och särskilt för kemi intresserad man. Scheele förkovrade sig ännu mer under sin tid i Skåne. Han fick under sin skånska period kontakt med Anders Jahan Retzius, då docent i kemi och naturalhistoria i Lund. Retzius och Scheele flyttade år 1768 till Stockholm, där Scheele tog plats på apoteket Korpen. Han trodde antagligen att huvudstaden skulle bli mer gynnsam för vetenskaplig forskning och utveckling. Så blev det inte. Scheele lyckades inte få kontakt med Stockholms kemister och fick inte heller arbeta i laboratoriet utan i recepturen, där läkemedlen framställdes. År 1770 flyttade Scheele istället till Uppsala och apoteket Uplands Wapen. I Uppsala fick han kontakt med Johan Gottlieb Gahn, kemiprofessorn Torbern Bergmans favoritstudent. Scheele lyckades snart övertyga Gahn om sin kompetens som kemist, och det var genom honom som han fick kontakt med Bergman. Han skulle samarbeta med Bergman fram till dennes död, och det var framför allt genom Bergmans hjälp som Scheele fick tillträde till den vetenskapliga världen. Scheele hade som apotekargesäll inte självklart tillträde till de rum där vetenskap främst bedrevs i 1700-talets Sverige.

## Vetenskapliga och tekniska resultat
Scheele fick efter sin utbildning som lärling och gesäll privilegier till att driva apoteket i Köping. De flesta av hans arbeten publicerades i en svit artiklar i Kungliga Vetenskapsakademiens Handlingar, och han räknas som upptäckare av en lång rad av både organiska och oorganiska kemiska substanser. Hans upptäckt av det ämne som senare skulle få namnet syre 1772–1773 publicerades 1778 i hans enda bok Chemische Abhandlung von der Luft und dem Feuer (Kemisk avhandling om luft och eld). Scheele använde emellertid själv inte denna term, som introducerades av den franske kemisten Antoine Lavoisier. I en del fall kom Scheeles upptäckt oberoende och nästan samtidigt exempel syrgas med Priestley och kvävgas med Rutherford och Priestley. Scheele var anhängare av flogistonteorin. Scheele upptäckte att en del grundämnen exempelvis kväve, fosfor och arsenik har olika oxidationstal. Scheele tolkade detta som olika halt av flogiston.
Scheele upptäckte inte några grundämnen i egentlig mening; han skulle inte ha förstått vad som åsyftas med ordet. Däremot var han först med att analysera och beskriva en mängd substanser, vilka av senare kemister skulle identifieras som grundämnen. Dessa är klor (1774), mangan (1774), molybden (1778), volfram (1781) och barium. Han var också först med att identifiera åtskilliga ämnen som senare skulle betraktas som sammansatta molekyler, bland annat vätefluorid och kiselfluorvätesyra publicerat 1771, blåsyra (cyanväte) publicerat 1782, glycerol publicerat 1783, äpplesyra och citronsyra publicerat 1785, galläpplesyra publicerat 1786, oxalsyra, slemsyra och vätesulfid. 
Scheele invaldes 1775 som ledamot nummer 209 av Kungliga Vetenskapsakademien.

### Publikationer
- Undersökning om fluss-spat och dess syra. Vetenskapsakademin 1771.
- Om Brunsten eller Magnesia, och dess egenskaper. Vetenskapsakademin 1774.
- Om arsenik och dess syra. Vetenskapsakademin 1775.
- Anmärkningar om kisel, lera och alun. Vetenskapsakademin 1776.
- Chemische Abhandlung von der Luft und dem Feuer. 1777.
- Försök med Blyerts, Molbdœna. Vetenskapsakademin 1778, 39, 247-255.
- Försök med blyerts, plumbago. Vetenskapsakademin 1779.
- Anmärkningar om fluss-spat. Vetenskapsakademin 1780.
- Om Mjölk-socker syra beståndsdelar Vetenskapsakademin nya handlingar 1780;1, 269–275.
- Tungstens beståndsdelar. Vetenskapsakademin 1781.
- Försök beträffande det färgande ämnet uti berlinerblå. Vetenskapsakademin nya handlingar 1782, 3, 264–275.
- Rön beträffande et särskilt sockerämne uti exprimerade oljor och fetmor. Vetenskapsakademins nya handlingar 1783, 4, 324–329.
- Chemische untersuchung der Schwer-spaterde. Beschäft. der Berlin. Ges. Naturf. Fr. 4 Band, p. 611–613.
- Zerlegung des natürlichen Wassereisens. Crells chem. Annalen 1785, 2 band, p. 300–302.
- Om Frucht- och Bär-syran. Vetenskapsakademin nya handlingar 1785, 6: 17–27.

## Arbetsförhållanden och död
Under 1785 insjuknade Scheele i vad som antagligen var akut ledgångsreumatism med tillstötande hjärtkomplikationer.
På sin dödsbädd i Köpings apotek ingick Scheele 18 maj 1786 äktenskap med sin värdinna och företrädarens änka fru Pohl för att ge henne äganderätt till den efterlämnade egendomen och bekräftade detta i ett testamente den 21 maj på morgonen. Samma söndag halv tolv på förmiddagen avled Scheele 43 år gammal. Hans vän prosten Karl Johan Ahlström förrättade jordfästningen 28 maj 1786 och Scheele vilar nu på Köpings kyrkogård.
Av samtiden beskrevs Scheele såsom varande av medelmåttigt växt, frisk och stark kroppsbyggnad, runt ansikte, röd hy och efter utseendet blodfull. Hans rediga uppsyn förrådde vid första påseendet ingenting synnerligen märkvärdigt, men ögonen röjde eld, talet en formerad stadga, som väckte uppmärksamhet och förtroende, hvilket senare dock icke utan umgänge var så lätt att upptäcka.
Konst och förställning saknades alldeles hos honom, han mente hvad han talte och var uti vanligt umgänge allvarsam, tankfull och sökte utom sina mest älskade ämnen aldrig långa konversationer. Bragtes åter vetenskapliga frågor på tal, blev han i hög grad intresserad samt kunde då lätteligen förmås att utförligt redogöra för sina åsikter och till och med bestyrka dem genom förevisande av talrika experiment.

## Hedersbetygelser
Scheele har gett sitt namn åt ett tiotal vägar, gator och torg i olika svenska orter, Scheelelaboratoriet på Karolinska institutet, apoteket C W Scheele på Klarabergsgatan i Stockholm och en högstadieskola i Köping. Mineralet scheelit CaWO4 är namngivet efter Scheele, likaså färgämnet "Scheeles grönt" koppararsenit.
Han står staty nedanför Köpings kyrka i Köping och även i nordöstra delen av parken Humlegården i centrala Stockholm.
I samband med 200-årsminnet av hans födelse 1942 utgavs ett frimärke med hans bild, 5 öre grön och 60 öre karminviolett. Delar av inredning och utrustning från hans apotek i Köping förvaras på Skansen i Stockholm.
Nedslagskratern Scheele på månen och asteroiden 12356 Carlscheele är uppkallade efter honom.

## Bilder

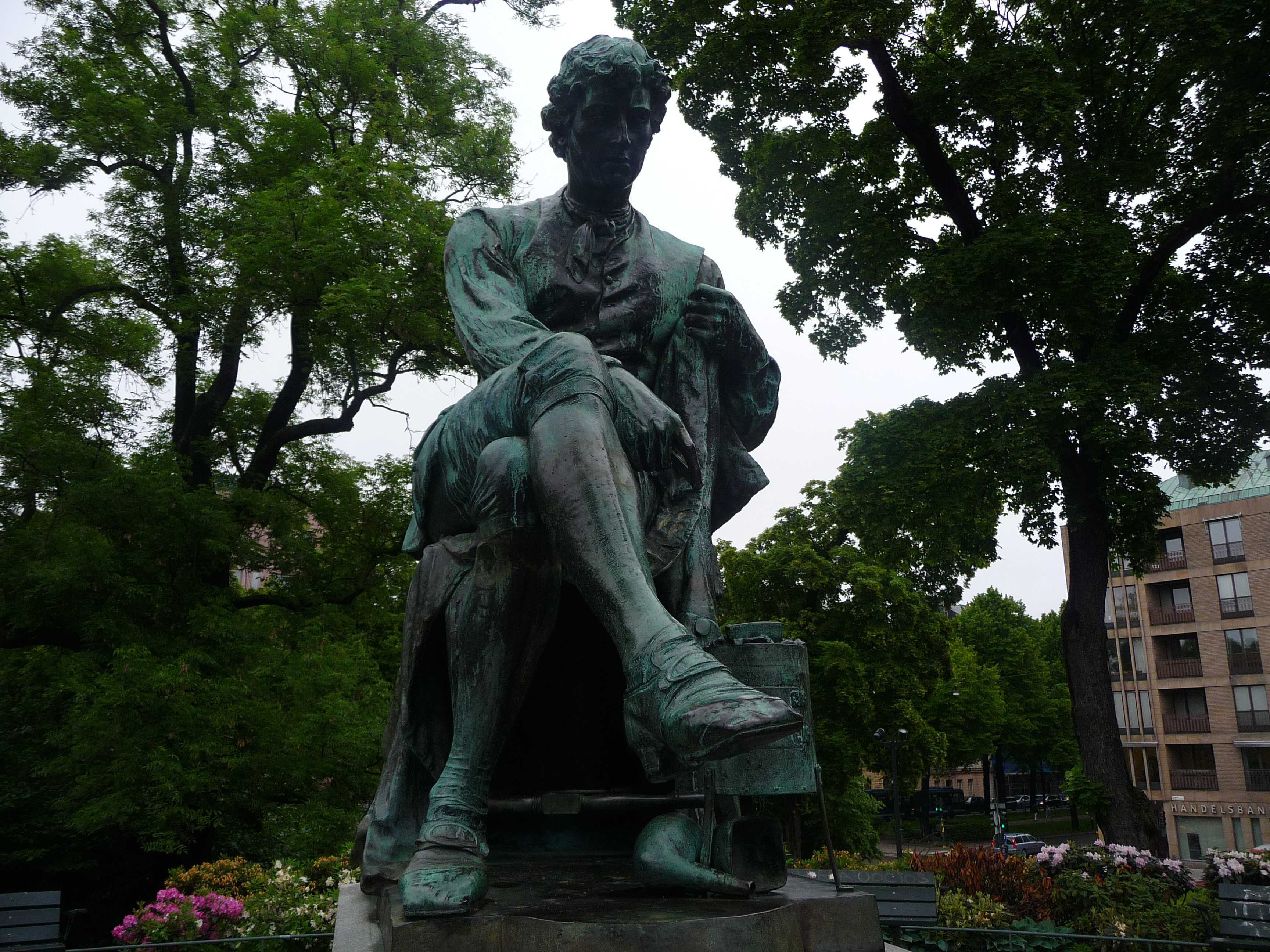
Scheelestatyn i parken Humlegården i Stockholm
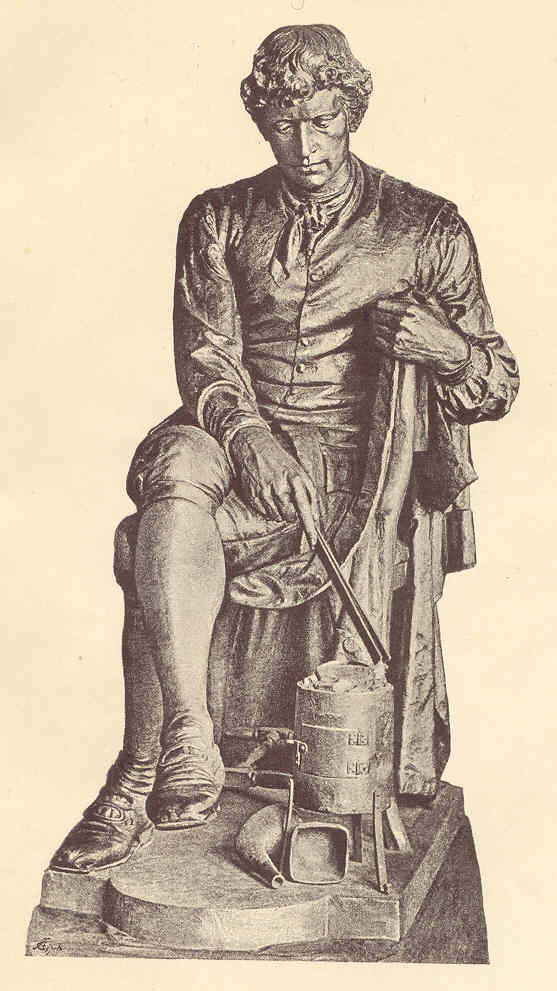
Avbildning av Scheelestatyn i Stockholm
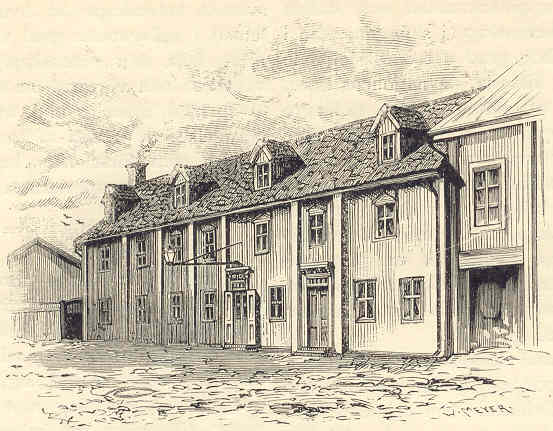
Scheeles apotek och bostad i Köping
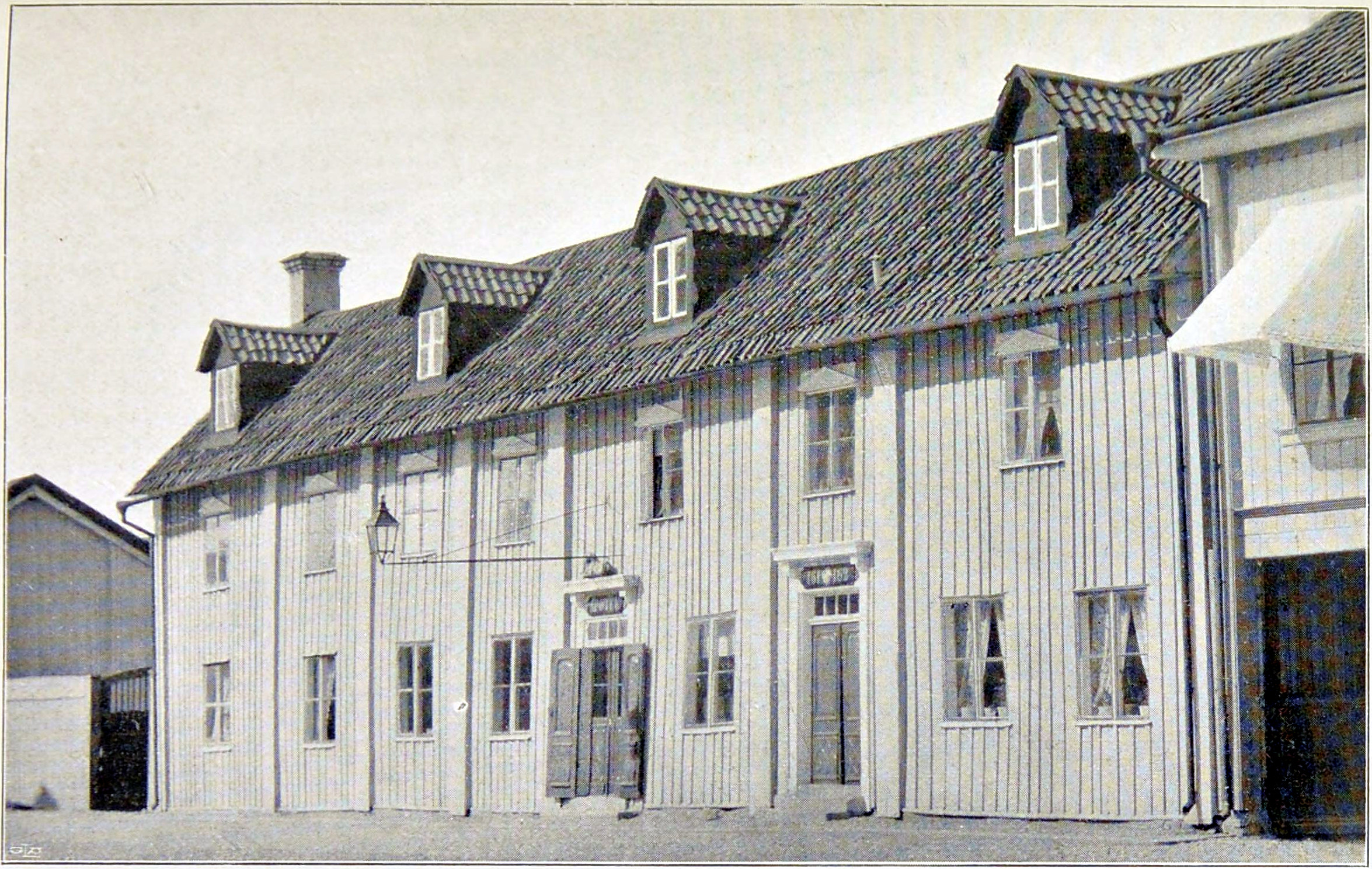
Foto av samma träbyggnad
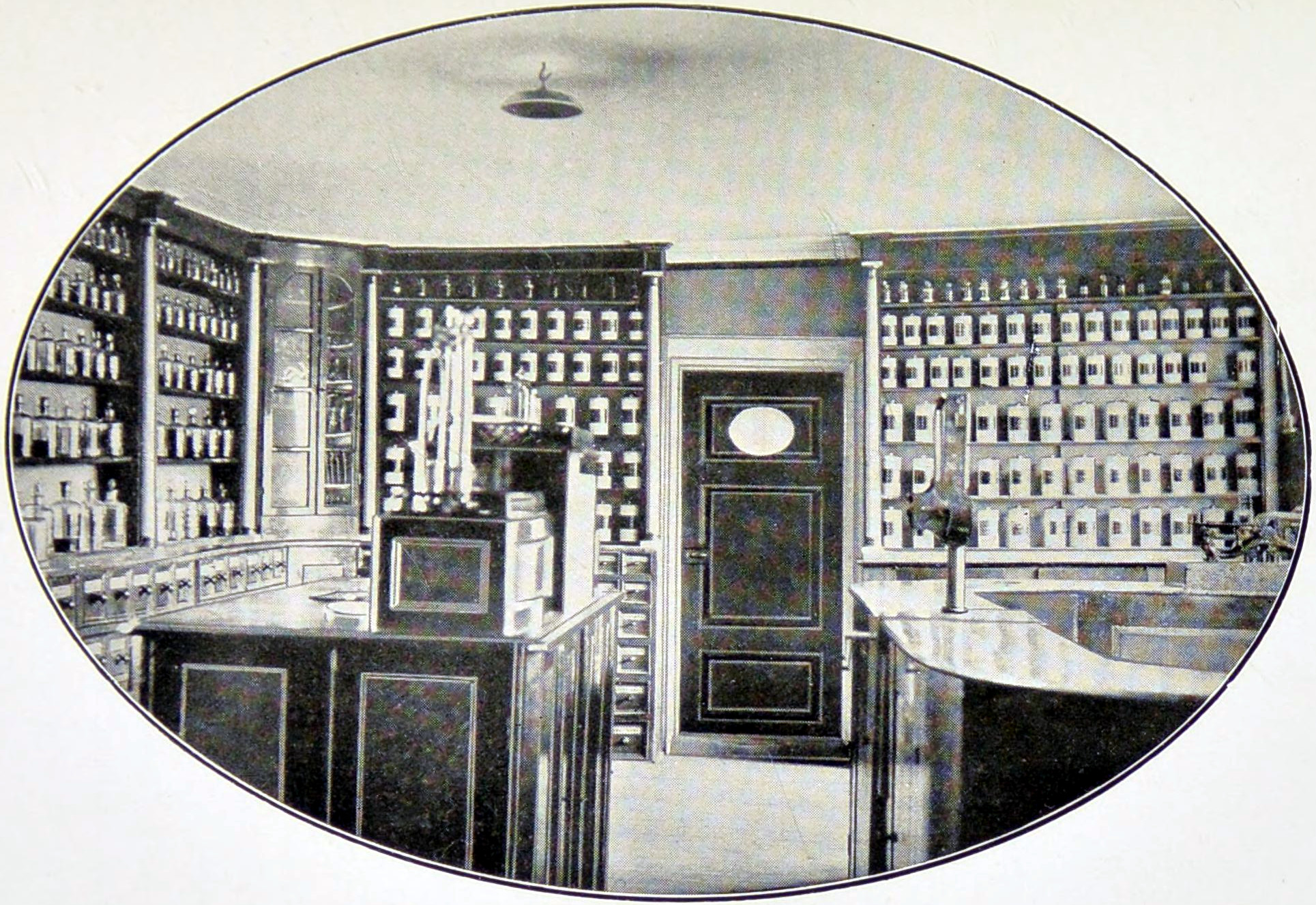
Det inre av apoteket vid mitten av 1800-talet